# Sandra Semchuková

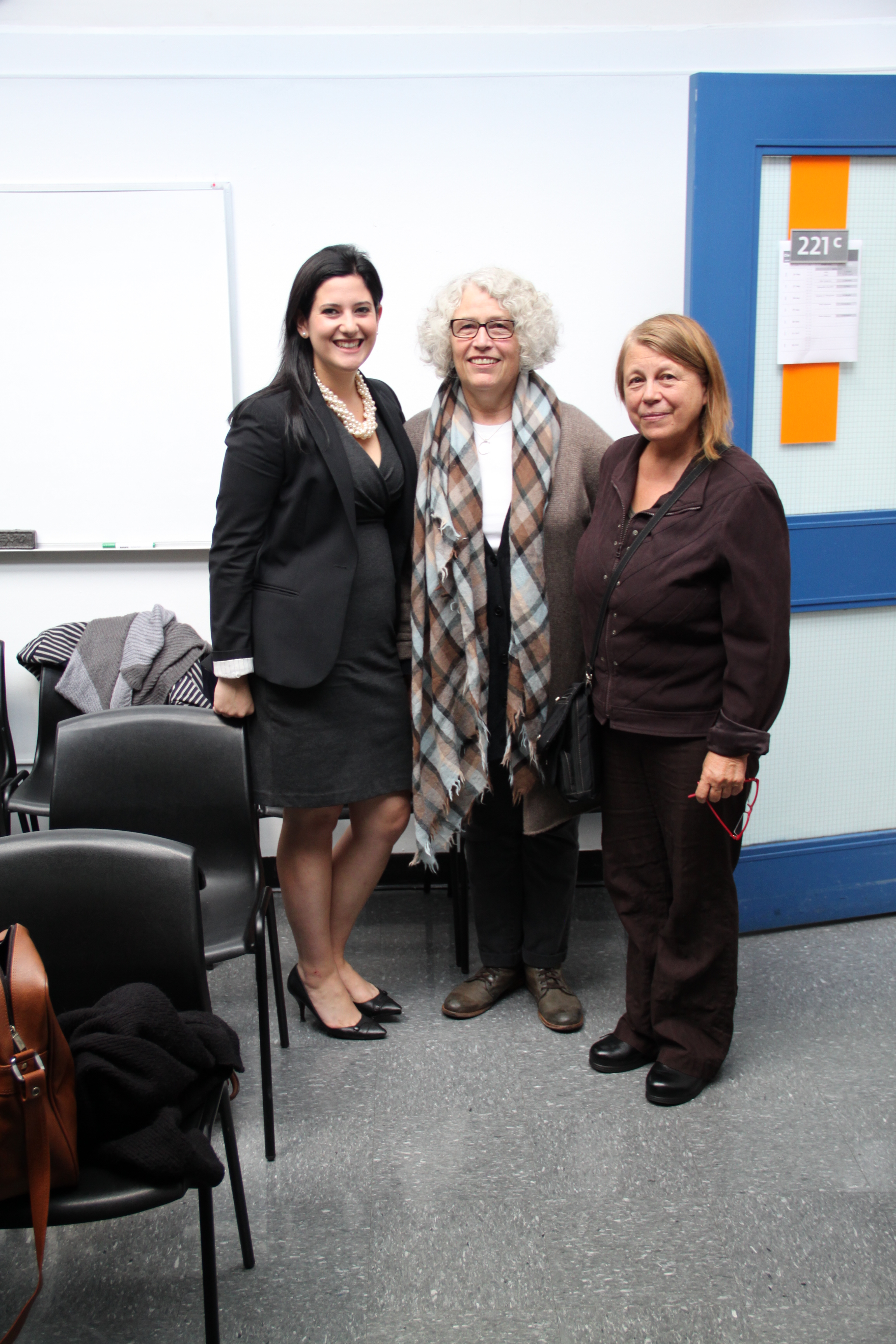
Donna DiDomenico s profesorkami Marianou Penner-Bancroftovou a Sandrou Semchukovou

Sandra Semchuková (nepřechýleně Semchuk; * 1948, Meadow Lake) je kanadská umělecká fotografka. V roce 1998 se uskutečnila v Presentation House ve Vancouveru výstava „How Far Back is Home...“ 25letou retrospektiva autorčiny kariéry zdůrazňující její vztah k identitě, morálce a zemi. Sandra získala v letech 2008–2015 grant od kanadského internačního fondu první světové války (Canada First World War Internment Fund) na dokončení své knihy o Ukrajincích v Kanadě The Stories Were Not Told: Stories and Photographs from Canada's First Internment Camps, 1914–1920.

## Kariéra
O raných autorčiných fotografických dílech se říká, že patří do „široké obecné kategorie dokumentu“. Její fotografická portrétní díla z této doby, konkrétněji série osmdesáti sedmi fotografií z roku 1982 s názvem Excerpts from a Diary (Výňatky z deníku), se zabývají tématy smrti a rodiny a zároveň představují příběh „sebezkoumání a transformace“ prostřednictvím jejího využití sebe sama. Portréty a fotografie zachycují domácí a prérijní prostředí.
Penny Cousineau-Levine, autorka knihy Faking Death: Canadian Art Photography and the Canadian Imagination, o Výňatcích z deníku píše, že cesta hlavní hrdinky Semchukové „sleduje strukturu klasických iniciačních cest sestupu a návratu, smrti a znovuzrození, prototypu o čemž je řecká legenda... o Orfeovi, který, zarmoucený smrtí své ženy, sestupuje do podsvětí, aby přesvědčil boha Pluta, aby jí umožnil vrátit se na zem. Cousineau-Levine dále prohlašuje, že tyto fotografické sekvence „nabývají podoby hrdinského sestupu do temnoty a nebezpečí, do zážitku smrti a nicoty, po němž následuje znovuzrození, transformovaný vztah k sobě a obnovené spojení se životem“. o kterém tvrdí, že nabízí „pochopení smrti, které je zvláště důležité pro kanadskou fotografii“.

### Spolupráce s Jamesem Nicholasem
James Nicholas a Sandra Semchuková byli manželé, do doby, kdy James v roce 2007 náhle a nečekaně zemřel. James byl umělec z etnické skupiny Kriů z Nelson House v Manitobě. V internátních školách jako dítě značně trpěl. Jejich společná práce se zaměřila na mnohočetnost vztahů k půdě, kulturní geografii, osadnickým a domorodým vztahům a paměti.

### Spolupráce se Skeenou Reeceovou
V roce 2013 pracovala Sandra Semchuková s performerkou Skeenou Reeceovou na díle s názvem Touch Me pro výstavu Witnesses: Art and Canada's Indian Residential Schools. Během této performance Reeceová a Semchuková bojují s tématy odpuštění a vztahů mezi matkou a dcerou, zatímco Reeceová Semchukovou koupe.

## Vzdělání
- 1983 Magisterský titul v oboru fotografie, University of New Mexico[10]
- 1970 Bakalář výtvarných umění, University of Saskatchewan, Saskatchewan[10]
- Certifikát profesionálního učitele „A“ z roku 1970, provincie Saskatchewan[10]

## Vybrané samostatné výstavy
Podle zdroje:
- 2016 The Stories Were Not Told, Comox Valley Art Gallery, Courtenay, BC[12]
- 1998 How Far Back is Home...., Presentation House, Vancouver, Britská Kolumbie[13]
- 1991 Coming to Death's Door, a daughter/ father collaboration, Presentation House, Vancouver, Britská Kolumbie
- 1991 Moving Parallel: Reconstructed Performances from Daily Life, Photographers Gallery, Saskatoon, Saskatchewan; Prince George Art Gallery, Prince George, Britská Kolumbie; University of Waterloo Art Gallery, Waterloo, Ontario; Robert McLaughlin Gallery, Oshawa, Ontario; Art, Gallery of Windsor, Windsor, Ontario; McKenzie Art Gallery, Regina, Saskatchewan; Nickle Arts Museum, Calgary, Alberta; Floating Gallery, Winnipeg, Manitoba; Gallery 44, Toronto, Ontario
- 1990 Paralleling the Bird, Forest City Gallery, London, Ontario; Contemporary Art Gallery, Vancouver, Britská Kolumbie
- 1986 Ritual, the Photographic Sequence, Forest City Gallery, London, Ontario
- 1986 The Coburg Gallery, Vancouver, Britská Kolumbie
- 1982 Excerpts from a Diary, Mendel Art Gallery, Saskatoon, Saskatchewan
- 1979 The Photographers Gallery, Londýn, Anglie
- 1975 The Photographers Gallery, Saskatoon, Saskatchewan
- 1973 The Photographers Gallery, Saskatoon, Saskatchewan

## Ocenění
- Cena generálního guvernéra za rok 2018 Archivováno 23. 6. 2018 na Wayback Machine., Canada Council

## Sbírky
Podle zdroje:
- Vancouver Art Gallery, Vancouver
- Canada Council Art Bank, Ottawa
- Canadian Broadcasting Corporation, Regina
- Kanadské muzeum současné fotografie, Ottawa
- Dunlop Art Gallery, Regina
- Galerie umění Alberty, Edmonton
- McKenzie Art Gallery, Edmonton
- Mendel Art Gallery, Saskatoon
- Galerie umění Mount St. Vincent University, Halifax
- Muzeum moderního umění, New York
- Galerie fotografů, Saskatoon
- Sanfranciské muzeum moderního umění, San Francisco
- University of New Mexico, Albuquerque

## Publikace
- Semchuk, Sandra. 2018. „The Stories Were Not Told: Canada's First World War Internment Camps.“ The University of Alberta Press. Print.
- Semchuk, Sandra, and Laurel Tien. „Telling Story! Voice in Photography: An Online Visual Art Critical Studies Program Evaluation.“ International Review of Research in Open and Distance Learning 5.3 (2004): n. pag.ProQuest Education Journals [ProQuest]. Web. 17 Sept. 2016.
- Semchuk, Sandra. Toward Real Change: My Photographic Work Done in Saskatchewan from 1972–1982 and in New Mexico from 1982–1983. Diss. U of New Mexico, 1983. Albuquerque, New Mexico: U of New Mexico, 1983. Simon Fraser University Library Catalogue. Web. 17 Sept. 2016.
- Semchuk, Sandra. 1991. Coming to Death's Door: A Daughter/Father Collaboration. North Vancouver: Presentation House Gallery, 1992. Print.
- Semchuk, Sandra. 1989. Moving Parallel: Reconstructed Performances from Daily Life. Toronto: Gallery 44 Centre for Contemporary Photography, 1989. Print.